# Vanga capblanc
El vanga capblanc(Artamella viridis) és una espècie d'ocell de la família dels vàngids (Vangidae) i única espècie del gènere Artamella W.L. Sclater, 1924. Habita boscos, zones arbustives i manglars de les terres baixes de Madagascar.